# Rhabdosciadium
Rhabdosciadium, biljni rod iz porodice štitarki smješten u tribus Careae. Postoji šest priznatih vrsta raširenih po Turskoj, Iranu i Libanonu i Siriji.
Rod je opisan 1844.; tipična vrsta je R. aucheri.

## Vrste
1. Rhabdosciadium aucheri Boiss.
2. Rhabdosciadium microcalycinum Hand.-Mazz.
3. Rhabdosciadium oligocarpum (Post ex Boiss.) Hedge & Lamond
4. Rhabdosciadium petiolare Boiss. & Hausskn.
5. Rhabdosciadium straussii Hausskn. ex Bornm.
6. Rhabdosciadium urusakii Akalin